# Prokšino
Prokšino(in russo: Прокшино) è una stazione della Metropolitana di Mosca. La stazione, inaugurata il 20 giugno 2019 assieme ad altre 3 stazioni della linea 1, serve l'insediamento di Sosenskoe, un villaggio del distretto di Novomskovskij aggregato alla città di Mosca nel 2012 e attualmente in via di urbanizzazione, facendo parte di un vastissimo progetto di ampliamento della città chiamato "Nuova Mosca".